# Barbarea platycarpa
Barbarea platycarpa là một loài thực vật có hoa trong họ Cải. Loài này được Hausskn. ex Bornm. mô tả khoa học đầu tiên năm 1936.